# Allied Tribes of British Columbia
Als Allied Tribes of British Columbia (Verbündete Stämme von British Columbia) bezeichnete sich eine 1916 gegründete Organisation von Indianerstämmen in British Columbia, im Westen Kanadas. Sie umfasste 16 Stammesgruppen, die sich verbunden hatten, um ihre Landansprüche aufrechtzuerhalten bzw. durchzusetzen. Sie löste sich ab 1927 auf, da Indianern die Wahrnehmung ihrer Rechte untersagt wurde.

## Auslöser für den Zusammenschluss
Auslöser für den Zusammenschluss war die Bildung der McKenna-McBride-Kommission, die eingesetzt worden war, um die „Landfrage“ zu lösen, und die Größe der Reservate anzupassen. Sie war in ihren Untersuchungen, die seit 1913 andauerten, bereits weit vorangekommen und hatte Vorschläge zur Verkleinerung zahlreicher Reservate vorgelegt. Darüber kam es jedoch nicht nur innerhalb der Kommission zu Auseinandersetzungen, sondern auch zwischen der Bundesregierung und der Regierung der Provinz.
Die rund 25.000 betroffenen Indianer der Provinz versuchten sich ebenfalls einzumischen. 1916 verbanden sich dazu die Indian Rights Association und die Interior Tribes of British Columbia, um gemeinsam gegen die Beschlüsse der Kommission vorgehen zu können. Schon im Vorjahr hatten sich einige von ihnen zusammengefunden, um die Forderung der Nisga’a nach einem Vertrag zu unterstützen.

## Kampf um Landrechte und Verbote
Der Vertreter der kanadischen Regierung, W. E. Ditchburn, und der Vertreter der Provinz, J. W. Clark, sollten die Interessen der Indianer zusammen mit dem Anthropologen James Teit vertreten. Doch Teit starb 1922, so dass die Indianer wieder ohne Vertretung waren. So entstand der abschließende Ditchburn-Clark Report, der eine Verkleinerung der Reservate vorsah, praktisch ohne ihre Teilnahme.
Nachdem das Londoner Judicial Committee of the Privy Council 1921 erstmals ein Grundsatzurteil zugunsten eines Stammes (in Nigeria) gefällt hatte, versuchten die verbündeten Stämme British Columbias, ihren Fall ebenfalls vor das königliche Ratsgremium zu bringen. Dazu reisten drei Häuptlinge nach London, die dort auf die Canadian High Commission trafen. Diese sagte zu, die entsprechenden Dokumente an König Georg V. weiterzuleiten.
Die Regierung in Ottawa veranlasste ein Treffen, bei dem jedoch der zuständige Deputy Superintendent of the Department of Indian Affairs Duncan Campbell Scott, der eine harte Linie der Assimilation verfolgte, die Forderungen der Stämme ablehnte. Im Gegenteil wurde das Indianergesetz (Indian Act) verschärft. Nun wurde den Indianern verboten, ohne Genehmigung des Superintendent-General, Rechtsanwälte zu engagieren – wie Scott behauptete, zum Schutz der Indianer vor „Ausnutzung durch Anwälte und Agitatoren“.
Damit war der Organisation die Geschäftsgrundlage entzogen und jede Wirkungsmöglichkeit verbaut. Die Organisation löste sich auf.